# Muribasidiospora hesperidum
Muribasidiospora hesperidum är en svampart som först beskrevs av René Charles Maire, och fick sitt nu gällande namn av Kamat & Rajendren 1968. Muribasidiospora hesperidum ingår i släktet Muribasidiospora och familjen Exobasidiaceae.   Inga underarter finns listade i Catalogue of Life.